# Векта
Векта (др.-англ. Wægdæg, др.-сканд. Vegdagr) — король, упоминаемый в Англо-саксонской Хронике и Historia Brittonum.
Векта считается мифологическим персонажем, хотя он появляется в саксонских генеалогиях как предок Хенгиста и Хорсы и королей Кента, а также Эллы из Дейры и его сына Эдвина из Нортумбрии.
Векта появляется в Прологе к Прозаической Эдде как Вегдег, один из сыновей Одина, могущественный король, правивший восточной Саксонией. Хотя Векта упоминается как отец Витты и дед Витгилса в Англо-саксонской Хронике и Historia Brittonum, Прозаическая Эдда и Английский сборник англосаксонских родословных меняют Витту и Витгилса местами.